# Бугари у Републици Српској
Бугари у Републици Српској (буг. Българи в Република Сръбска) су грађани бугарског поријекла, који живе и раде на територији Републике Српске. Бугари немају признат статус националне мањине у Републици Српској, па сходно томе немају представнике и делегате у Савјету националних мањина, и Савезу националних мањина.

## Историјат
Након катастрофалног земљотреса који је погодио Бањалуку, у октобру 1969. године, једна од земаља која се прикључила хуманитарној помоћи била је и Бугарска. Већи број радника је дошао у Бањалуку, да учествује у обнови града, а од средстава Владе Бугарске изграђена је једна основна школа. Основна школа „Георги Стојков Раковски“, познатија као Бугарска школа, симбол је пријатељства између Бугарске и Републике Српске, с обзиром на то да је ова школа изграђена средствима бугарског народа 1972, као поклон становништву Бањалуке настрадалом у катастрофалном земљотресу. Добра сарадња и до данас је настављена.
Током Одбрамбено отаџбинског рата, у Војсци Републике Српске се борио одређен број Бугара.

## Религија
Бугари у Републици Српској, као и већина њихових сународника, у матичној земљи, као и широм свијета су православци.

## Удружења
У Републици Српској, је у периоду након Одбрамбено отаџбинског рата постојало једно удружење, које је окупљало припаднике бугарског народа, као и поштоваоце бугарске, историје и културе, У Бањалуци је било активно Удружење српско-бугарског пријатељства Републике Српске.

## Распрострањеност
По попису становништва 2013. у Босни и Херцеговини, а према подацима које је издала Агенција за статистику Босне и Херцеговине у Републици Српској је живјело 37 Бугара. 

## Значајне личности
- Евгениј Василев, добровољац из Софије који је погинуо 10. септембра 1995. године у селу Лозна, Српска општина Завидовићи. Постхумно је одликован Медаљом заслуга за народ.[2]
- Јордан Куцаров, добровољац из Старе Загоре који је погинуо у борби на планинском масиву Трескавица 4. јула 1995.
- Михаил Николов, доктор и добровољац из Бугарске који је рат провео у Борцима на територији Српске општине Коњиц. За своја јуначка дјела је 9. јануара 2020. на Дан Републике примио Крст милосрђа, што је била инцијатива коњичких Срба, Борачке организације и херцеговачког свештенства.[4]